# Pabellón de México en la Expo 2010 Shanghái

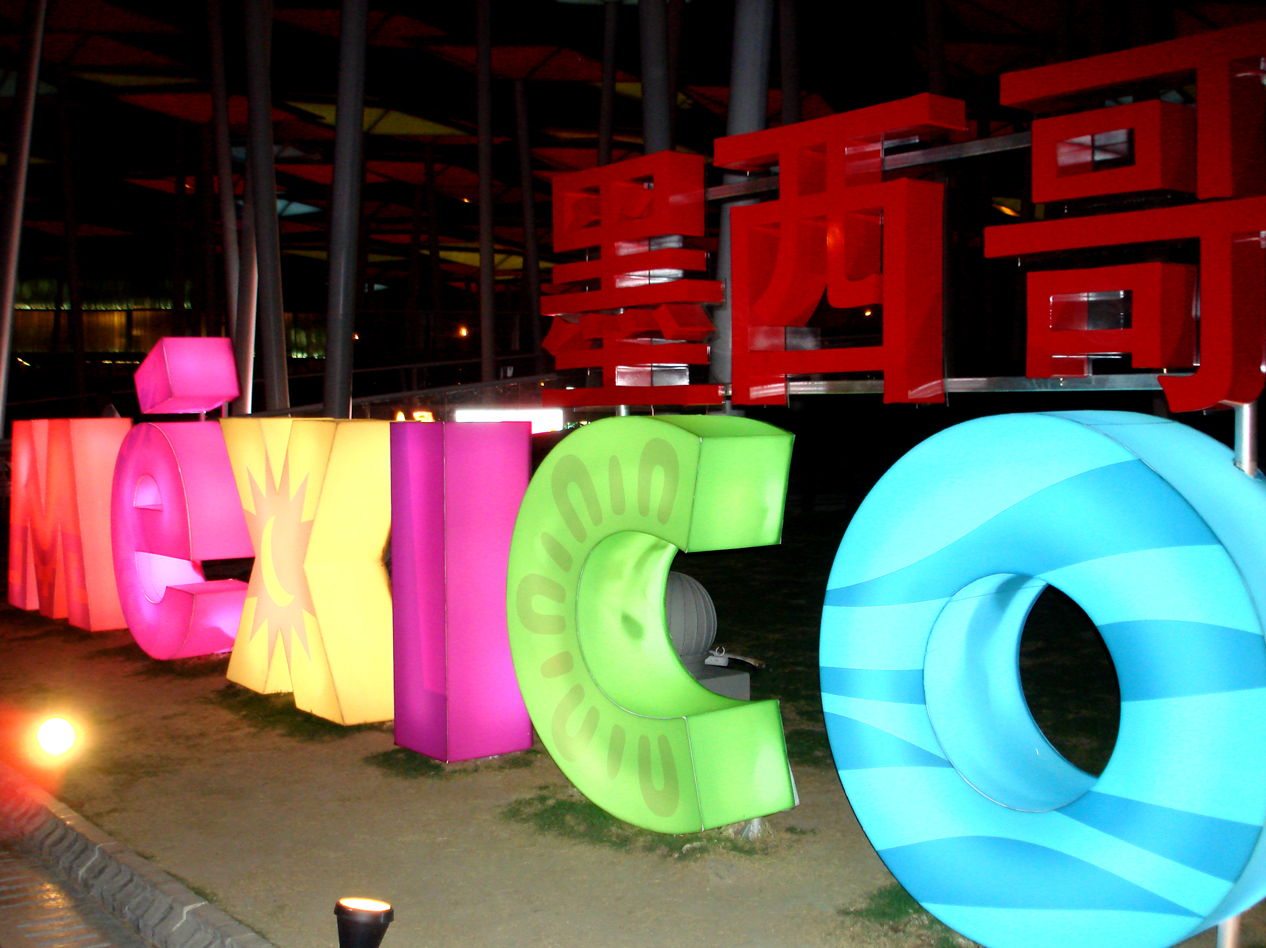
'Vista nocturna del logotipo de México en la Expo 2010 Shanghái

El Pabellón de México en la Expo 2010 Shanghái fue la parte central de la Sección Nacional de México en dicha Exposición internacional registrada. Permaneció abierto al público del 1 de mayo al 31 de octubre de 2010. La participación de México tuvo un costo total de $350'851'635.21 pesos.

## Etapa preliminar
El 2 de abril de 2007, el Vicealcalde de Shanghái, Yang Xiong, se reunió en las instalaciones de la  Secretaría de Relaciones Exteriores con Bruno Ferrari, entonces Director de la Unidad de Relaciones Económicas y Cooperación Internacional de dicha dependencia federal, como parte de la gira de promoción en América Latina de la Expo 2010 Shanghái.
El Gobierno de China hizo llegar la invitación de participación al Gobierno de México por la vía diplomática y éste a su vez confirmó su participación por la misma vía, de acuerdo con lo que establece la Convención relativa a las Exposiciones Internacionales.
El 31 de julio de 2007, el Secretario de Economía, Eduardo Sojo, confirmó la participación de México durante su visita a Shanghái.
El Gobierno de México designó a Bruno Ferrari como Comisario General de Sección, decisión que se comunicó oficialmente al Gobierno de China el 31 de octubre de 2007.
El 19 de enero de 2009 se notificó al Gobierno de China que Eduardo Seldner Ávila sería el nuevo Comisario General de Sección.

## Etapa preparatoria

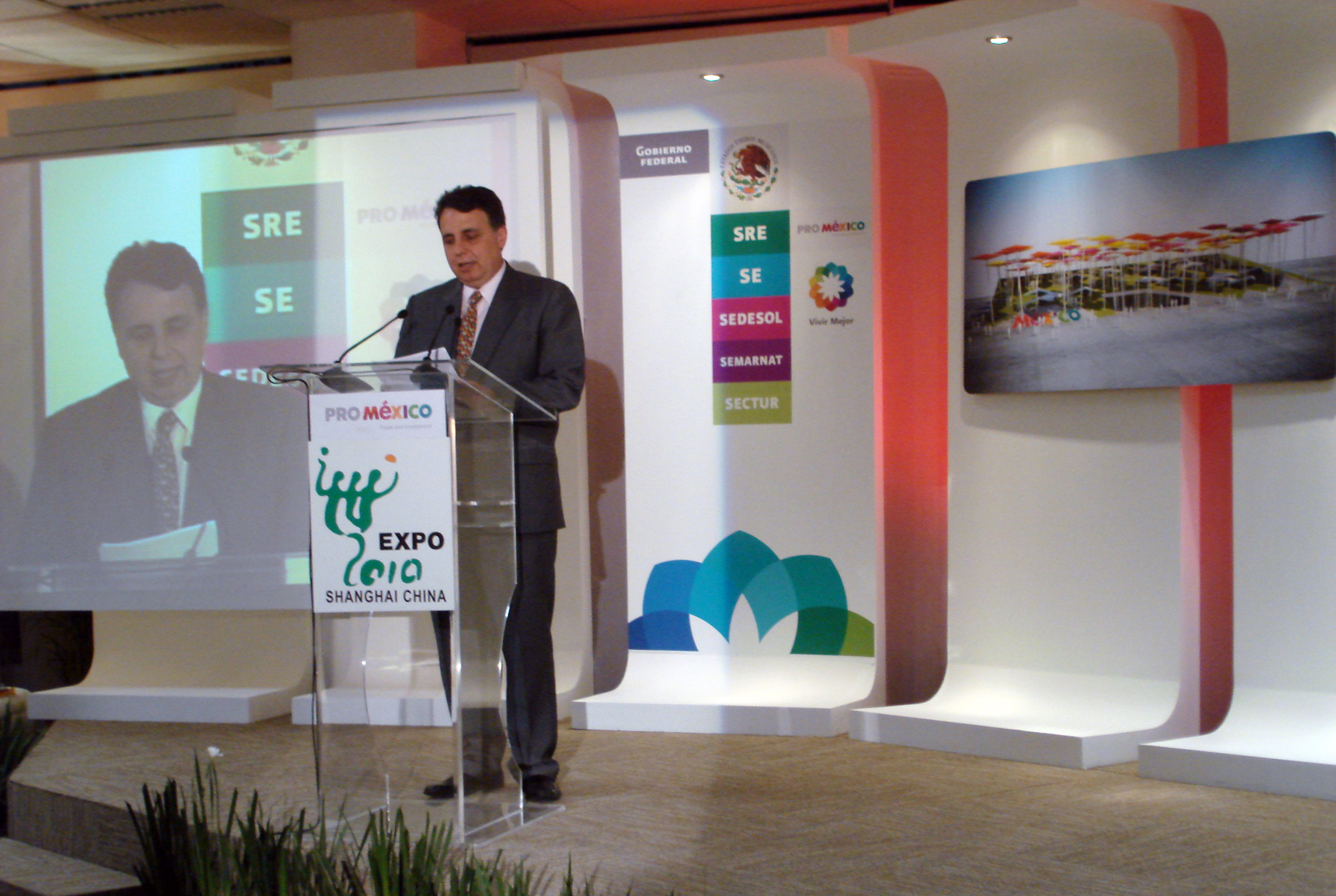
'Bruno Ferrari en la presentación del diseño del Pabellón de México en la Expo 2010 Shanghái

La coordinación por parte del Gobierno de México está a cargo de ProMéxico y el desarrollo del tema es responsabilidad principalmente de la Secretaría de Desarrollo Social.

### Tema
A partir de los cinco subtemas que la Oficina de Coordinación de la Expo Mundial Shanghái sugiere a los participantes oficiales, la Secretaría de Desarrollo Social seleccionó como tema preliminar del Pabellón de México la propuesta "Los habitantes y la ciudad".

### Objetivos preliminares
- "Mostrar a China y al mundo ciudades mexicanas con infraestructura para recibir inversión, turismo y desarrollos inmobiliarios y tecnológicos de alta calidad"
- "Alianzas estratégicas para implantar modelos de ciudades a desarrollar"
- "Atracción de inversión extranjera y promoción comercial"
- "Promoción de turismo a México"
- "Posicionamiento de México en desarrollo sustentable, ecología y energía"[7]

### Estructura de la organización
Para desarrollar la participación de México en la Expo 2010 Shanghái, se ha creado un grupo intersecretarial, un comité organizador y un grupo consultivo.

#### Grupo Intersecretarial
El objetivo del Grupo Intesecretarial es "[...] dictar las líneas estratégicas y tomar decisiones para el cumplimiento de los objetivos planteados, de acuerdo a la definición del modelo de participación de México", y quedó integrado por las siguientes entidades:
- Presidencia de la República
- Secretaría de Relaciones Exteriores
- Secretaría de Hacienda y Crédito Público
- Secretaría de Economía
- Secretaría de Desarrollo Social
- Secretaría de la Función Pública
- Secretaría de Medio Ambiente y Recursos Naturales
- Secretaría de Turismo
- Proméxico[7]

#### Comité Organizador
El Comité Organizador se encargaría de dar "[...] el seguimiento operativo de acuerdo a las instrucciones del Grupo Intersecretarial y las opiniones del Consejo Consultivo". Sus integrantes son:
- Representante de la Secretaría de Relaciones Exteriores
- Representante de la Secretaría de Desarrollo Social
- Representante de la Secretaría de Medio Ambiente y Recursos Naturales
- Representante de la Secretaría de Turismo
- Representante de ProMéxico[7]

#### Consejo Consultivo (Fase I)
El Consejo Consultivo o Grupo Consultivo está dividido en las áreas de cultura, arquitectura, empresarial, representación estatal, ecología, y Gobierno Federal. El Consejo Consultivo se ampliará en la Fase II.

##### Cultura
Sus funciones son "[...] sugerir criterios respecto al programa cultural con el que se presentará México en la Expo 2010 Shanghai (sic)" con base en lo que disponga la Secretaría de Relaciones Exteriores. En el área de cultura participan Rafael Tovar y de Teresa y Sealtiel Alatriste.

##### Arquitectura
Sus funciones son "sugerir criterios de cómo México debe tomar en cuenta que la Expo está basada en mejores urbanizaciones para el futuro con el fin de mejorar la calidad de vida y que es un evento para explorar el pleno potencial de la vida urbana en el siglo XXI". En el área de arquitectura, participan Teodoro González de León y Félix Sánchez Aguilar

##### Empresarial
Sus funciones son "sugerir criterios respecto al programa de negocios con el que se presentará México en la Expo-Shanghai (sic) 2010, para la incursión del sector empresarial y para el desarrollo de patrocinios". En el área empresarial participa Valentín Diez Morodo, Presidente Nacional del Consejo Empresarial Mexicano de Comercio Exterior, Inversión y Tecnología, A.C. (COMCE).

##### Representación Estatal
Sus funciones son "sugerir criterios de participación de los Estados (sic)". En el área de representación estatal participan Mario de la Cruz y su suplente Nancy Cárdenas.

##### Ecología
Sus funciones son "sugerir criterios de cómo México debe tomar en cuenta que la Expo será un aprendizaje para crear una sociedad "ecoamigable" y mantener un desarrollo sustentable de los seres humanos. El Plan Maestro está basado en el concepto de "Ciudad de Armonía". Armonía entre el hombre y la naturaleza; armonía entre el pasado y presente; y armonía entre los seres humanos". En el área de ecología participan Adrián Alfredo Fernández y su suplente Rolando Ríos.

##### Gobierno Federal
Sus funciones son responsabilizarse "[...] de la organización y operación del Pabellón Nacional; cuidar que se respeten las reglas por parte del personal encargado de la exhibición, área comercial y otras actividades de la Expo". En el área de Gobierno Federal, participa ProMéxico

### Estudios de opinión
Se llevará a cabo un estudio sobre la percepción de México en China sobre los puntos siguientes:
- "Comentarios de profesionales de medios de comunicación sobre la imagen de México"
- "Encuestas con líderes empresariales para conocer su interés comercia y de inversión en México"
- "Encuestas  con altos funcionarios del Gobierno Central y de Shanghai (sic) para conocer su percepción sobre México como socio comercial y destino de inversión"
- "Imagen de México en los medios económico, financiero, comercial e industrial"
- "La presencia de México en televisión y prensa"
- "Noticias relacionadas con México en sitios Web (sic). Tópicos más usuales: economía, deportes, cultura, arte, etc."
- "Análisis de las noticias sobre México en los medios de comunicación"
- "Posición de México en el ranking mundial, según los expertos chinos"
- "Aspectos positivos y negativos sobre la percepción de México"
- "Propuestas para crear una imagen positiva de México"
- "México como destino de negocios y de oportunidades comerciales"[7]

### Presupuesto
De acuerdo con la licitación pública nacional N.º 10251001-001-09, se tenía contemplado que el desarrollo, ejecución, montaje, mantenimiento y desmontaje del Pabellón de México en la Expo 2010 Shanghái tendría un costo mínimo de $137 millones de pesos y un costo máximo de $344 millones de pesos, IVA incluido en ambas cantidades.
ProMéxico reportó que al término de la Expo 2010 Shanghái la participación de México tuvo un costo total de $350'851'635.21 pesos.

## Diseño arquitectónico
El diseño del pabellón de México representa un gran bosque formado por papalotes. Con el fin de seleccionar el mejor diseño, ProMéxico lanzó un Concurso Nacional Público, publicado el 5 de enero de 2009.
Se registraron 490 arquitectos, estimando la participación de 1,500 interesados. Fueron recibidas 156 propuestas de diseño. El procedimiento de entrega de proyectos fue certificado ante Notario Público, quien dio fe de los hechos.
Para seleccionar el diseño ganador se invitó a un jurado formado por destacados arquitectos y expertos en museografía, el cual estuvo integrado por las siguientes personalidades:
- Dr. Gerardo Estrada Rodríguez. Fue coordinador general de Difusión Cultural en la UNAM y director del Instituto Nacional de Bellas  Artes (INBA). Fue elegido por los miembros del Jurado como presidente.
- Arq. Carlos Mijares Bracho. Premio Universidad Nacional e integrante emérito del Sistema Nacional de Creadores de Arte.
- Arq. Sara Topelson Friedman. Subsecretaria de Desarrollo Urbano y Ordenación del Territorio, SEDESOL.
- Arq. Felipe Leal. Fue director de la Facultad de Arquitectura de la UNAM y coordinador de Proyectos Especiales de esa Universidad.
- Arq. Mario Lazo. Premio de Arquitectura de Ecoturismo 2008.
- Mtro. Miguel Fernández Félix. Actualmente es director del Museo Nacional de Arte, INBA.
- Mtro. Eduardo Seldner Ávila. Comisario General de la Sección Nacional de México en esta Exposición.

Los integrantes del Jurado Calificador seleccionaron a los tres primeros  lugares y el fallo se anunció el 20 de marzo de 2009. El proceso de selección también se certificó ante Notario Público. El proyecto ganador fue la propuesta de los jóvenes arquitectos del Distrito Federal: Juan Carlos González, Israel Álvarez, Moritz Melchert, Mariana Tello, Edgar Ramírez y Mónica Orozco.

## Etapa operativa

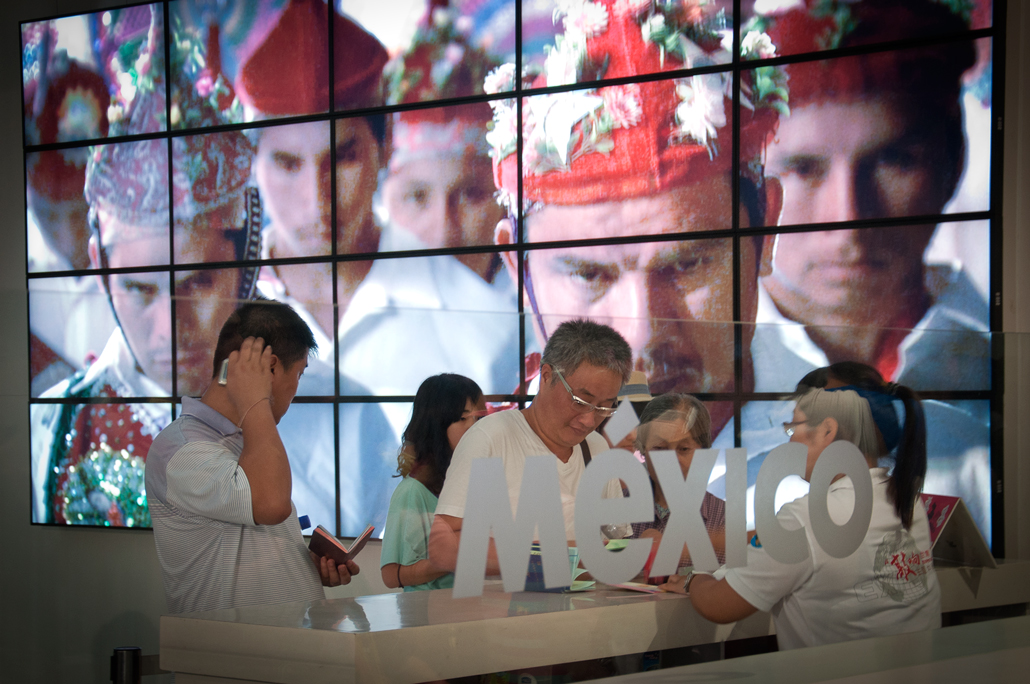
'Módulo de turismo en el Pabellón de México en la Expo 2010 Shanghái

### Estructura del Pabellón

#### Área de exhibición
La exhibición está integrada por las salas Introducción, Ciudad y Naturaleza, Ciudad y Patrimonio, y Ciudad y Población. En las tres últimas se instalaron infosalas con la misma temática de cada una de las salas que las contienen. Entre las salas se instalaron cuatro espacios de transición denominados "acupunturas urbanas".

#### Centro de negocios yshow room
El Centro de negocios es operado por ProMéxico y alberga los seminarios de promoción de inversiones para empresarios.

#### Salón de usos múltiples
El salón de usos múltiples alberga las exhibiciones temporales de los estados participantes y eventos especiales.

#### Módulo de promoción turística
El módulo de turismo está operado por el Consejo de Promoción Turística de México.

#### Tienda
La tienda del Pabellón de México tiene un área de 166 m² está operada por Educal, empresa del Gobierno Federal de México.

#### Restaurante
El restaurante del Pabellón de México fue concesionado a Mi Tierra. Se ubica al final del recorrido y cuenta con un área de 300 m².

### Día Nacional de México
El 16 de septiembre de 2010 se celebró el Día Nacional de México, fecha que coincide con el Bicentenario del Inicio de la Independencia de México.